# Microhypsibiidae
Famille
Les Microhypsibiidae sont une famille de tardigrades. 

## Liste des genres
Selon Degma, Bertolani et Guidetti, 2013 :
- Fractonotus Pilato, 1998
- Microhypsibius Thulin, 1928

## Publication originale
- Pilato, 1998 : Microhypsibiidae, new family of eutardigrades, and description of the new genus Fractonotus (Tardigrada). Spixiana, vol. 21, no 2, p. 129-134 (texte intégral).